# Porothamnium frahmii
Porothamnium frahmii är en bladmossart som beskrevs av Johannes Enroth 1996. Porothamnium frahmii ingår i släktet Porothamnium och familjen Neckeraceae. Inga underarter finns listade i Catalogue of Life.